# 크레이그 우드 (영화 편집자)
크레이그 우드(Craig Wood)는 오스트레일리아의 영화 편집자이다. 미국 영화 편집자 협회의 회원이다.

## 작품 목록

### 뮤직비디오
- 알파빌 - "Mysteries of Love" (1990)
- 스매싱 펌킨스 - "Today" (1993)
- 비요크 - "Big Time Sensuality" (1993)
- 톰 페티 앤 더 하트브레이커스 - " Mary Jane 's Last Dance" (1993)
- UB40 - "Bring Me Your Cup" (1993)
- 자넷 잭슨 - "Any Time, Any Place" (1994)
- 카일리 미노그 - "Put Yourself in My Place" (1994)
- 몬스터 마그넷 - "Negasonic Teenage Warhead" (1995)
- 카일리 미노그 - "Where Is the Feeling?" (1995)
- 티나 터너 - "Whatever You Want" (1996)
- 자넷 잭슨 - "Twenty Foreplay" (1996)
- 가비지 - "Milk" (1996)
- 피오나 애플 - "Sleep to Dream" (1997)